# Fëdor Solncev
Fëdor Grigor'evič Solncev (in russo Фёдор Григорьевич Солнцев?; Verchne-Nikul'skoe, 26 aprile 1801 – San Pietroburgo, 15 marzo 1892) è stato un archeologo e pittore russo, famoso per aver raffigurato, nel suo Antichità della terra di Russia (in russo Древности Российского государства?), moltissimi reperti archeologici oggi conservati presso l'Arsenale del Cremlino di Mosca nonché abiti e costumi tipici delle genti che popolavano l'Impero russo.

## Biografia
Originario di una famiglia di servi, grazie alle doti dimostrate sin dalla tenera età, Fëdor Solncev entrò nell'Accademia Russa di Belle Arti di San Pietroburgo nel 1815, guadagnandosi già da studente fama di eccellente pittore. Diplomatosi nel 1824, dedicò sin dall'inizio le sue energie allo studio ed alla riproduzione di reperti archeologici ed antiche opere d'arte, mettendosi al servizio del presidente dell'Accademia, Aleksej Nikolaevič Olenin. Solncev iniziò impratichendosi con il tesoro del Principato di Rjazan', riportato alla luce nel 1822, e con i reperti rinvenuti sul Mar Nero conservati presso l'Ermitage, a quel tempo ancora non adibito a pubblico museo.
Il patrocinio di Olenin fu fondamentale per Solncev. Uso a lavorare spesso presso la casa del suo mentore, il giovane Fëdor Solncev entrò in contatto con le personalità intellettuali ed artistiche che componevano il "Circolo Olenin": Aleksandr Sergeevič Puškin (da poco rientrato dal suo esilio), Vasilij Andreevič Žukovskij, Nikolaj Ivanovič Gnedič, Ivan Andreevič Krylov, Karl Pavlovič Brjullov e altri.
Nel 1830, dietro precise direttive dell'Accademia, Solncev iniziò a peregrinare per l'Impero russo con il compito di annotare, registrare e raffigurare usi e costumi dei popoli e delle culture assoggettati al governo dello tzar di Mosca. Fu per prima proprio la capitale dell'impero a monopolizzare le energie e le attenzioni del pittore che vi passò cinque anni a studiare, catalogare (a volte anche erroneamente) e dipingere reperti. L'intero patrimonio artistico moscovita, dalle collezioni del Cremlino alle opere contenute nelle cattedrali, venne meticolosamente annotato.
Parallelamente al lavoro moscovita, Fëdor visitò, secondo il piano di lavoro redatto da Olenin, le cattedrali di Vladimir, la Cattedrale di San Giorgio a Jur'ev-Pol'skij ed il Monastero della Trinità di San Sergio a Sergiev Posad. Nel 1832 toccava con mano il tesoro di Rjazan' e l'anno successivo era a Velikij Novgorod per studiarne la cattedrale. Nel medesimo periodo l'artista cominciò a ritrarre i costumi tipici degli abitanti delle contrade di Rjazan', Toržok, Tver' e Belozersk.

## Pubblicazioni
- Древности Российского государства ("Antichità della terra di Russia")

## Galleria d'immagini

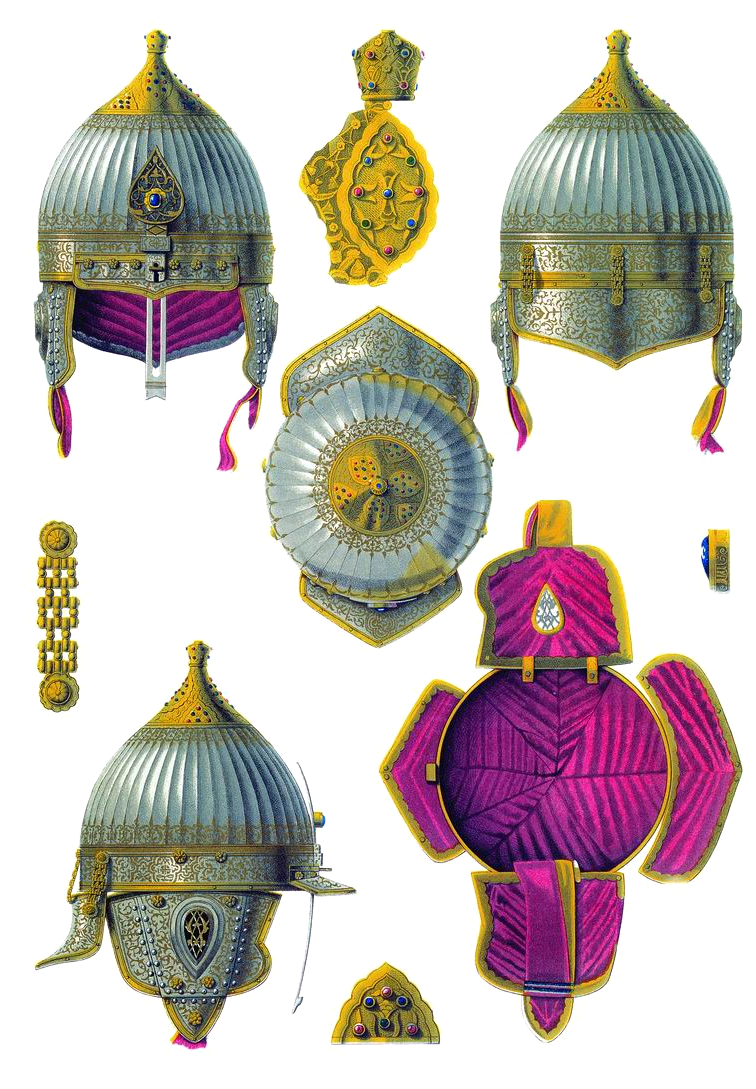
Elmetto dello tzar Alessio I di Russia - da Древности Российского государства ("Antichità della terra di Russia")
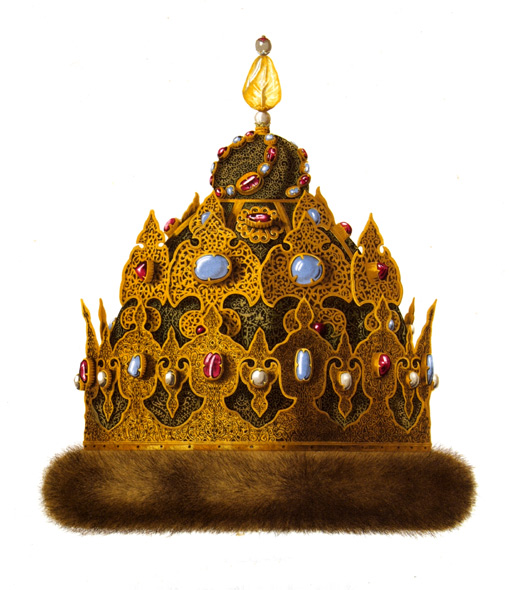
Corona del Khan di Kazan' - da Древности Российского государства ("Antichità della terra di Russia")
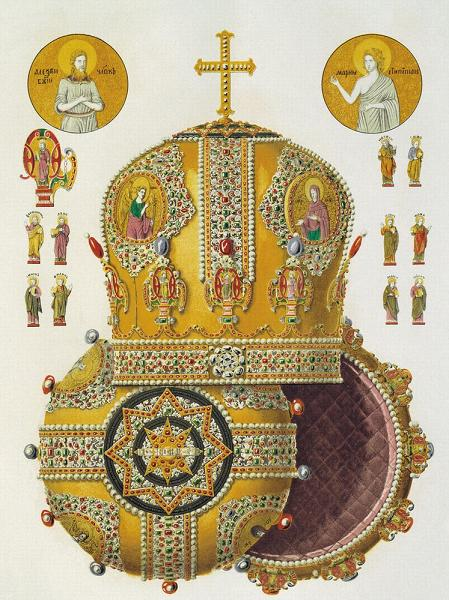
Corona-Mitria del Patriarca Nikon - da Древности Российского государства ("Antichità della terra di Russia")
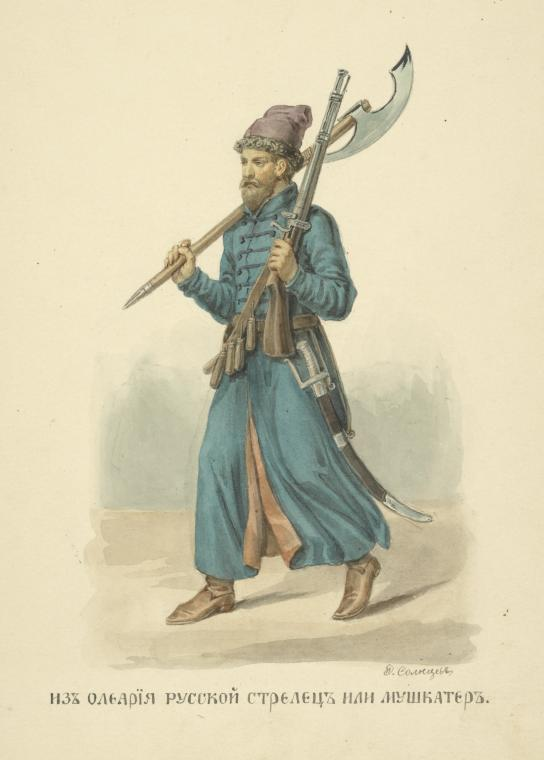
Archibugiere degli Strel'cy
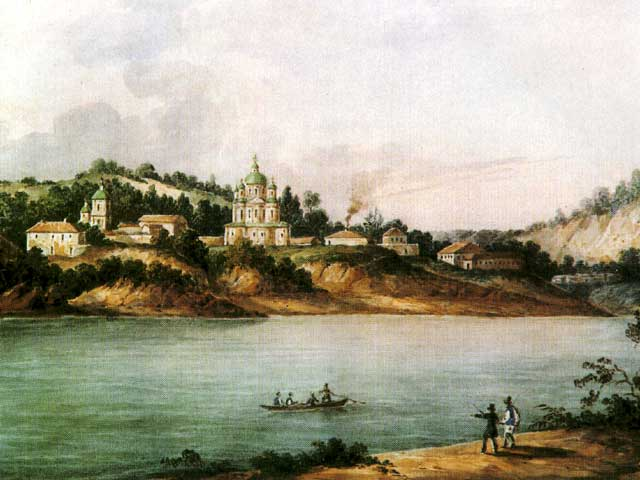
Il Monastero di Mežyhir'ja nel 1843